# Ruisseau de Tchaibez
Der Ruisseau de Tchaibez oder auch Ruisseau de Tchaïbez ist ein Bergbach im Berner Jura im Gebiet der Gemeinde Petit-Val. Er ist ein mittelsteiles, mittleres Fliessgewässer des montanen, karbonatischen Juras.

## Name
Das Dialektwort Tchaïbez der jurassischen Mundart bedeutet «gerodetes Gebiet». Vom Flurnamen ist der Gewässername abgeleitet. Das Wort ist wahrscheinlich auch im Namen Montchaibeux eines Berges bei Delsberg enthalten.

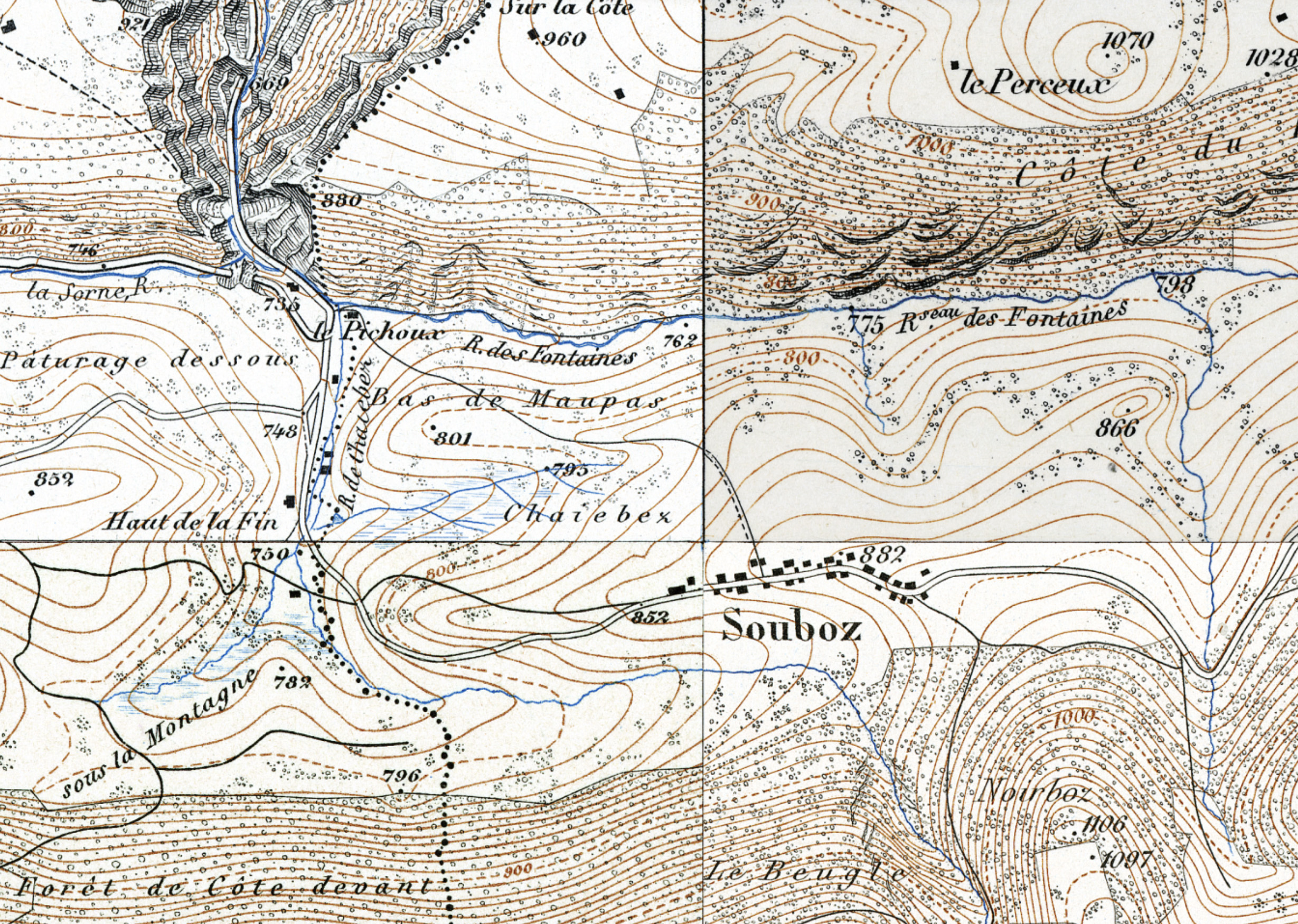
Siegfriedkarte (Bll. 103, 105, 106, 108): Gebiet von Le Pichoux und Souboz um 1900, nach topographischen Aufnahmen vor 1890

Auf der Siegfriedkarte um 1900 ist der Name Ruisseau de Chaiebez dem Gewässer zugeordnet, das heute den Namen Le Pichoux trägt, das Gebiet Chaiebez befindet sich gemäss diesem Karteneintrag südöstlich des Weilers Le Pichoux, und der heute als Ruisseau de Tchaïbez bezeichnete Bach hatte den Namen Ruisseau des Fontaines. Spätere Ausgaben der Karte nannten den südlichen Bach Ruisseau de Chaiebez und den östlichen Ruisseau du Chaiebez. Das Geoportal des Kantons Bern führt das Gewässer als Ruisseau du Tchaibez.

## Geographie

### Verlauf
Der Bergbach entspringt im hoch gelegenen kleinen Talkessel Combio am Nordhang des Moron. Das Bachbett erstreckt sich in einem steilen, im mittleren Abschnitt bewaldeten Tal 600 Meter weit gegen Norden. Wegen des verkarsteten Felsgebiets führt der Bach in diesem Gebirgsbereich oft kein Wasser. Westlich des Weilers Les Ecorcheresses, der auf der Wasserscheide zwischen dem Flussgebiet der Sorne im Westen und jenem der Birs im Osten liegt, erreicht der Tchaïbez den Bergfuss unterhalb des Südhangs Droit des Ecorcheresses an der Raimeux-Bergkette. Der Bach fliesst dem Berg entlang 3,5 Kilometer gegen Westen bis zur Ortschaft Le Pichoux, wo er von rechts in den Bach Pichoux mündet; dieser erreicht kurz darauf die Schlucht Gorges du Pichoux und mündet dort in die Sorne.

### Zuflüsse
Im Längstal zwischen Les Ecorcheresses und Le Pichoux nimmt der Bach von Süden mehrere kleine Seitenbäche auf, so den Bach aus dem Gebiet Pâturage du Bas und den Bach von Fin derrière unterhalb des Dorfes Souboz.